# Elphinstone College

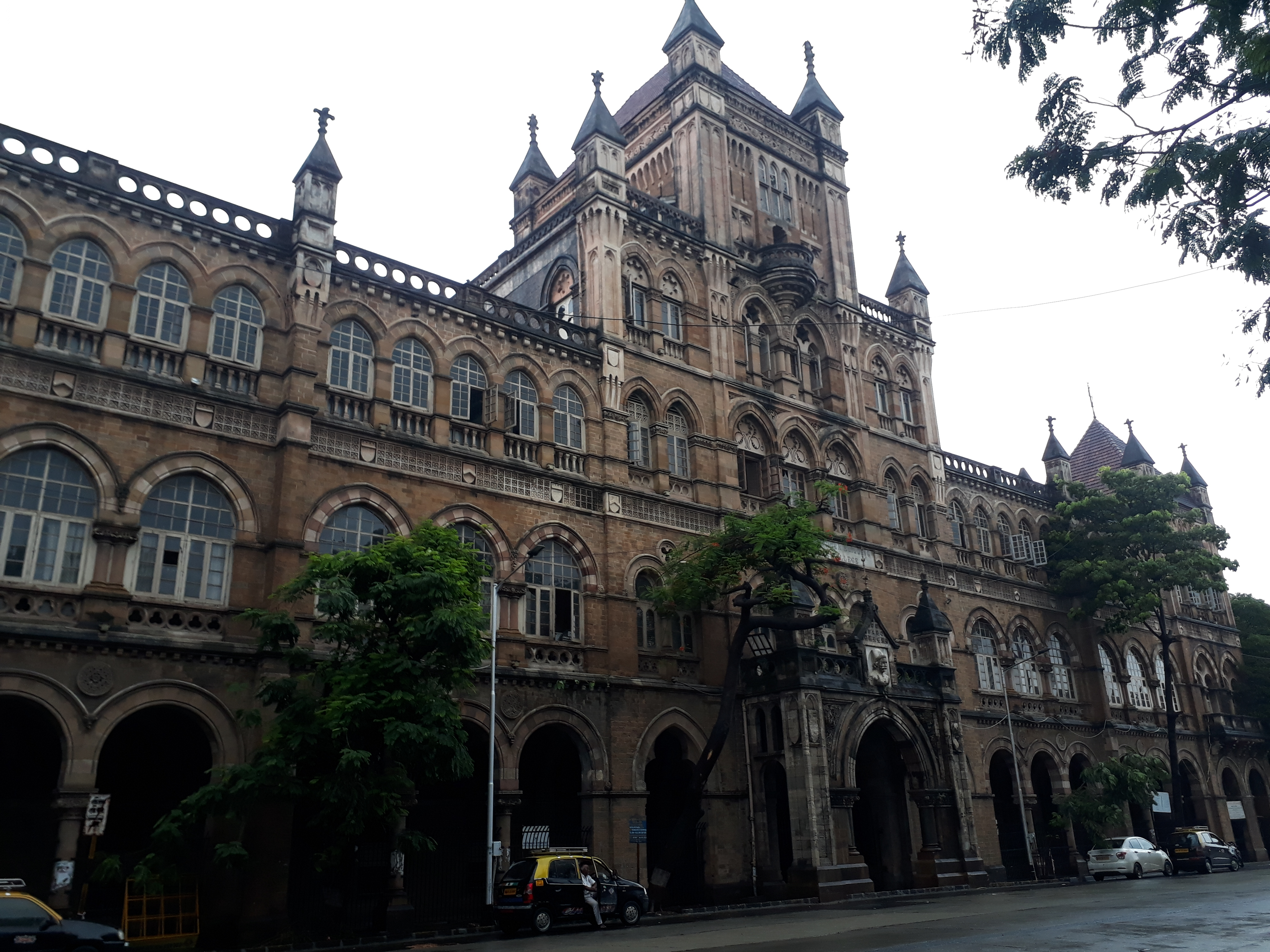
Elphinstone college

Elphinstone College (EC), ett college i Bombay grundat 1856, genom en delning av den skola som grundats 1824 och fått namn efter avgående guvernören Mountstuart Elphinstone, utgör idag en del av Mumbaiuniversitetet och har sitt campus i den västliga stadsdelen Fort.
Indologen Johann Georg Bühler var professor vid EC på 1860-talet. En av skolans studenter var Bhimrao Ramji Ambedkar.